# نظام متكامل لإدارة مكان العمل
يتميز النظام المتكامل لإدارة مكان العمل (IWMS) بمنصة برمجية من فئة المؤسسات تدمج خمسة وظائف رئيسية، يتم تشغيلها من منصة تقنية واحدة ومخزون قاعدة بيانات، وهي: إدارة العقارات وإدارة المشروعات وإدارة المرافق والمساحات وإدارة الصيانة والاستدامة البيئية.
يعمل النظام المتكامل لإدارة مكان العمل على مساعدة المؤسسات في تحقيق الاستخدام الأمثل لموارد مكان العمل، بما في ذلك إدارة المحفظة العقارية للشركة وبنيتها التحتية وأصول منشآتها.

## تغطية المحللين
منذ عام 2004، تم تقديم تقرير عن النظام المتكامل لإدارة مكان العمل بواسطة عدد من الشركات التحليلية المستقلة، وهي شركة غارتنر، وآي دبليو إم إس كونكت وموقع آي دبليو إم إس نيوز.

### تقرير جارتنر ماجيك كوادرنت عن الأنظمة المتكاملة لإدارة مكان العمل
يتم نشر تقرير جارتنر ماجيك كوادرانت سنويًا عن سوق النظام المتكامل لإدارة مكان العمل الذي يقوم بتقييم البائعين القياديين على معيارين: «اكتمال الرؤية» و«القدرة على التنفيذ».
كان المؤلف الأصلي، مايكل بيل، أول من وصف برنامج النظام المتكامل لإدارة مكان العمل باعتباره «حلاً متكاملاً للمؤسسات يعمل على إطالة دورة حياة إدارة أصول المنشآت، بدءًا من الاكتساب والعمليات وحتى التخلص.» وفي هذا التعريف الأول للسوق، حدد غارتنر متطلبات مهمة للنظام المتكامل لإدارة مكان العمل، ومنها قاعدة بيانات مشتركة، وتقنيات خدمات الويب المتطورة، وبنية النظام التي تقوم بتمكين عمليات سير العمل المحددة من المستخدِم وواجهات مخصصة للبرنامج.
أصدرت شركة غارتنر تقارير ماجيك كوادرانت المحدثة عن النظام المتكامل لإدارة مكان العمل على النحو التالي:
| سنة النشر | المؤلف    | الرقم التعريفي البحثي لدى شركة غارتنر |
| --------- | --------- | ------------------------------------- |
| 2004      | مايكل بيل | G00123789                             |
| 2005      | مايكل بيل | G00135917                             |
| 2006      | مايكل بيل | G00144883                             |
| 2008      | جاك هين   | G00158057                             |
| 2011      | روب شافير | G00209818                             |
| 2012      | روب شافير | G00234548                             |

تم إصدار آخر تحليل لشركة غارتنر في 31 مايو عام 2012. والمحلل الحالي لدى شركة غارتنر المسئول عن نشر تقرير ماجيك كوادرانت الخاص بالنظام المتكامل لإدارة مكان العمل هو روب شافير، مدير البحوث.